# Styrax perkinsiae
Styrax perkinsiae là một loài thực vật có hoa trong họ Bồ đề. Loài này được Rehder miêu tả khoa học đầu tiên năm 1912.